# Моето мъничко нищо
„Моето мъничко нищо“ е български игрален филм (драма) от 2007 година на режисьора Дочо Боджаков, по сценарий на Боян Папазов. Оператор е Иван Варимезов. Музиката във филма е композирана от Кирил Дончев.

## Актьорски състав
- Йоана Буковска
- Николай Урумов - Костадин „Коста“ Кинкенов
- Койна Русева
- Антоний Аргиров
- Малин Кръстев
- Стоян Радев
- Лилана
- Бистра Марчева

## Награди
- Специална награда на журито на XV международен филмов фестивал „Любовта е лудост“ във Варна, 2007.